# Saint Kitts og Nevis ved sommer-OL 2012
Saint Kitts og Nevis deltog ved Sommer-OL 2012 i London som blev arrangeret i perioden 27. juli til 12. august 2012. 

## Medaljer
| 2012 London          | Guld | Sølv | Bronze | Total |
| Saint Kitts og Nevis | 0    | 0    | 0      | 0     |